# Iasmos
Iasmos (griego: Ιάσμου) es un municipio de la República Helénica perteneciente a la unidad periférica de Ródope, de la periferia de Macedonia Oriental y Tracia.
El municipio se formó en 2011 mediante la fusión de los antiguos municipios de Amaxades, Iasmos y Sostis, que pasaron a ser unidades municipales. El municipio tiene un área de 485,3 km², de los cuales 221,8 pertenecen a la unidad municipal de Iasmos.
En 2011 el municipio tenía 13 810 habitantes, de los cuales 5703 vivían en la unidad municipal de Íasmos.
La localidad se sitúa junto a la carretera E90, a medio camino entre Komotiní y Xanthi.